# جنارو نونتسیانته
جنارو نونتسیانته (ایتالیایی: Gennaro Nunziante؛ زادهٔ ۳۰ اکتبر ۱۹۶۳) یک هنرپیشه، فیلم‌نامه‌نویس، و کارگردان فیلم اهل ایتالیا است.
از فیلم‌ها یا مجموعه‌های تلویزیونی که وی در آن‌ها نقش داشته‌است می‌توان به چه روز زیبایی اشاره نمود.